# Abda (železniční zastávka)
Abda je železniční zastávka, která se nachází v maďarské obci Abda, která leží v župě Győr-Moson-Sopron. Zastávka byla otevřena v roce 1855, kdy byla zprovozněna trať mezi Győrem a Bruck an der Leitha.

## Provozní informace
Zastávka má nástupiště u obou traťových kolejí. V zastávce není možnost zakoupení si jízdenky. Trať procházející zastávkou je elektrizovaná střídavým proudem 25 kV, 50 Hz. Provozuje ji společnost MÁV.

## Doprava
Zastavují zde pouze osobní vlaky, které jezdí do Budapešti, Vídně, Győru a Rajky. Projíždějí zde mezinárodní vlaky EuroCity a railjet.

## Tratě
Zastávkou prochází tato trať:
- Budapešť–Hegyeshalom–Rajka (MÁV 1)